# Komerční banka
Komerční banka (souvent abrégée en KB) est une institution bancaire en République tchèque. Depuis 2001, c'est une filiale de la Société générale à 60 %. C'est une société anonyme dont les 40 % restants sont cotés à la bourse de Prague sur le SPAD. Elle sert environ 1 450 000 clients.
Elle dispose de 364 agences en 2005, et emploie 8 476 personnes, ce qui en fait la première banque pour les entreprises et la seconde pour les particuliers en République tchèque.

## Histoire
Sous le communisme, la banque d'État tchécoslovaque a le monopole de toutes les activités bancaires.
En 1990, la banque d'État opère le spin-off de ses activités commerciales réunie au sein de la nouvelle entité créée à l'occasion, la Komerční banka (banque commerciale). En 1992, elle devient société par actions dont les actions sont gérés par le Fonds des biens nationaux (Fond národního majetku) qui les revend alors dans le cadre de la privatisation par coupons.
Dans les années 1990, la connivence entre l'État, le Fonds des biens nationaux qui en dépend, et la direction de la banque conduit à une série de scandales qui entache la réputation de la banque[réf. nécessaire]. En novembre 1997, le gouvernement tchèque approuve la cession de la majorité des actions (toujours en possession du Fonds des biens nationaux) à un investisseur stratégique étranger qui doit assurer le développement futur de la banque et « garantir l'indépendance du secteur bancaire par rapport à l'intervention de l'État ». En août 1999, l'Appel d'offres pour la sélection d'un investisseur stratégique est initié.
La Société générale reprend 60 % de la banque en juin 2001 pour 1,186 milliard €, et devient ainsi propriétaire majoritaire. La Komerční banka compte alors 300 agences et 12000 employés, et se positionne 2e sur le marché des particuliers (15 % des dépôts) et 1e dans le secteur des entreprises (30 %),.
En 2006, la Komerční banka finance à hauteur de 40 millions d'euros la construction de la Cité de la culture à Tunis. Au deuxième trimestre 2011, son bénéfice net chute de 35,8%, ce que les analystes attribuent à la dépréciation de ses titres souverains grecs.
En 2012, la Komerční banka adopte le paiement sans contact NFC en partenariat avec Visa. En 2016, la banque européenne d’investissement (BEI) accorde deux prêts à la BK (95 millions puis 30 millions d'euros) pour favoriser le développement des PME dans le pays.

## Identité visuelle

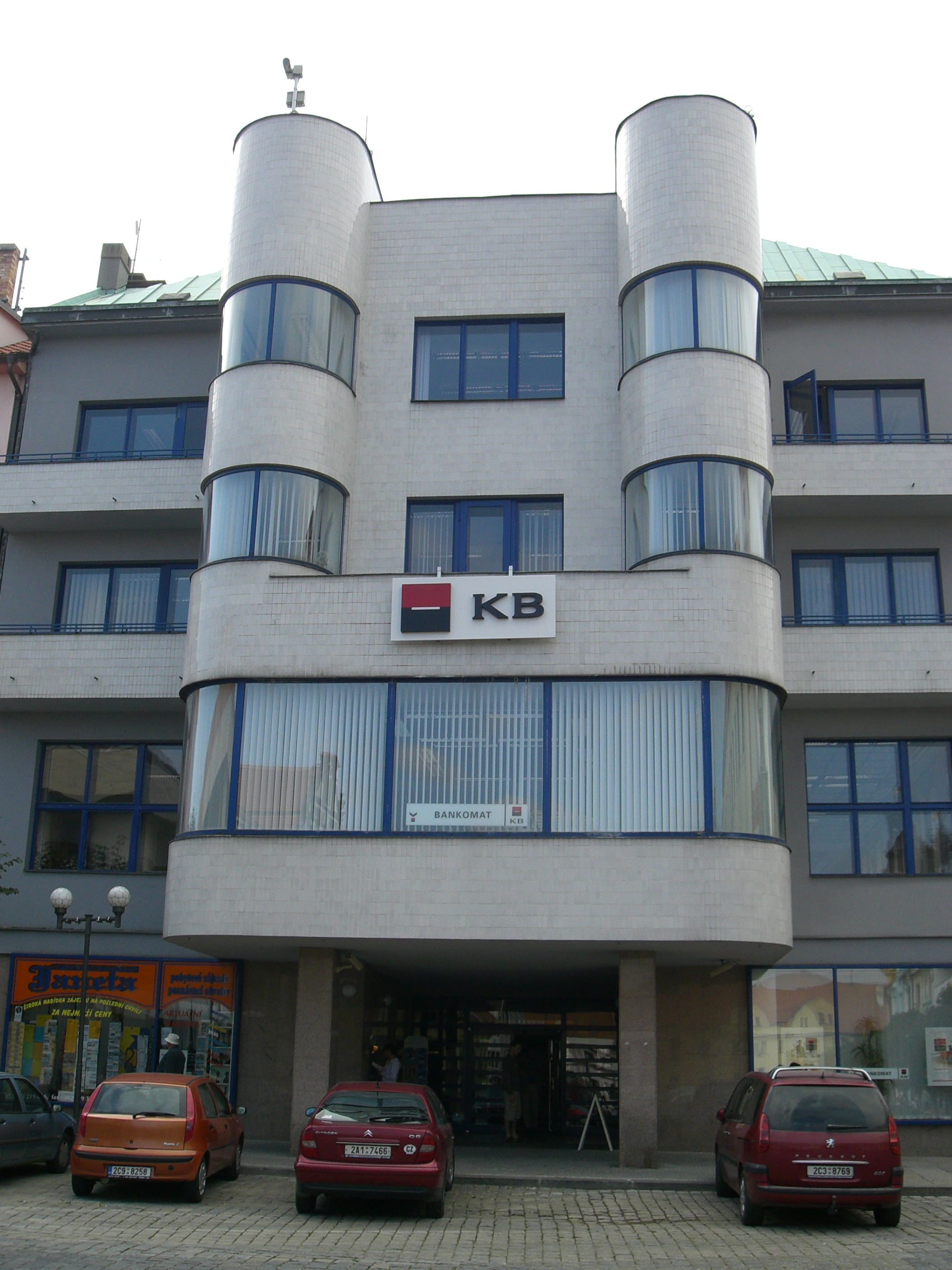
Une succursale de la Komerční banka à Písek.

La Komerční banka utilise le même logo que la Société générale.

## Filiales
Le groupe KB opère également en Slovaquie sous le nom Komerční banka Bratislava, filiale qu'elle détient à 100%.

## Gouvernance
- Depuis 2017 : Jan Juchelka[18]
- 2013-2017 : Albert Le Dirac’h[18]

## Prix et honneurs
- 2004 : Banque de l'année (Banka Roku)[19]
- 2005 : Banque de l'année (Banka Roku)
- 2017 : 45e banque la plus sûre d'Europe par le magazine Global Finance[20]
- 2018 : 47e banque la plus sûre d'Europe par le magazine Global Finance[21]

## Incidents
En 2006, une dizaine de comptes de particuliers de la banque sont vidés. La banque affirme que le vol, informatique, a eu lieu via les ordinateurs de ses utilisateurs (piratage ou fishing), et rembourse cependant les victimes. Un système de double authentification par SMS est lancé dans la foulée. La somme totale dérobée est alors estimée à 1 million de couronnes.
En 2011, la banque diffuse une publicité audiovisuelle mettant en scène une femme en plein orgasme sexuel pour vendre ses services bancaires,.